# La Chapelle-Neuve (Morbihan)
 La Chapelle-Neuve  (en bretón Ar Chapel-Nevez) es una población y comuna francesa, situada en la región de Bretaña, departamento de Morbihan, en el distrito de Pontivy y cantón de Locminé.

## Demografía
| 1004 | 920 | 781 | 739 | 732 | 724 |
| Para los censos de 1962 a 1999 la población legal corresponde a la población sin duplicidades (Fuente: INSEE [Consultar]) |     |     |     |     |     |